# Franc Snoj
Franc Snoj (28. ledna 1902, Zagorje ob Savi – 1962, Lublaň) byl slovinský politik.

## Životopis
Po absolvování lidové školy v rodné Zagorji, nastoupil v roce 1913 na lublaňské gymnázium. O rok později vypukla první světová válka a Snoj se musel jako nejstarší syn vrátit domů, aby nahradil otce, který byl odvelen na frontu. Po návratu otce v roce 1918 se již na gymnázium nevrátil, neboť rodina poslala na studia jeho mladšího bratra. V období první světové války začala jeho politická angažovanost. Zapojil se také hnutí, které vzniklo k podpoře Májové deklarace jihoslovanských poslanců. V roce 1923 nastoupil k osmnáctiměsíční povinné vojenské službě. Nejprve byl v Záhřebu, poté v Karlovacu a zbytek vojny odsloužil v Makedonii. Po návratu z vojny se aktivně angažoval v činnosti Slovinské lidové strany.
V roce 1935 pozval premiér Milan Stojadinović do své vlády slovinského zástupce Antona Korošce a představitele bosenských muslimů Mehmeda Spahu. Následně vzniklo společné Jugoslávské radikální společenství. Na kandidátce společenství kandidoval Snoj ve volbách v roce 1938. Byl zvolen, ale poslancem se nestal, neboť byl jmenován ministrem bez portfeje. Po podpisu dohody Maček–Cvetković v srpnu 1939 vznikla nová jugoslávská vláda, jejímž členem již Snoj nebyl.
Po návratu do Slovinska měla Jugoslávie zásadní problém: byla malá úroda pšenice, a tu navíc země vyvážela do Německa. Důsledkem situace byl růst cen. Snoj navrhl sérii opatření, která by byla ve Slovinsku realizována bez ohledu na Bělehrad. Snoj pak přijal nabídku bána Marka Natlačena, aby situaci řešil. 5. října 1940 vznikl Potravinový institut bánoviny, který fungoval až do října 1945. Snoj se přestěhoval do Lublaně, kde žil až do počátku války. Mimo to zastával Snoj funkci předsedy Svazu hasičů Jugoslávie. V této funkci zastihl Snoje počátek dubnové války v Bělehradě. Při náletu na Bělehrad byl zabit předseda SLS Franc Kulovec, a tak funkci ministra bez portfeje ve vládě premiéra Simoviće převzal Snoj jako místopředseda SLS. V září 1941 se Snoj dostal přes Palestinu a Afriku do Washingtonu, kde byl jedním z ministrů zastupujících království Jugoslávie v USA. V exilové vládě setrval i po výměně premiéra. V New Yorku se podílel na činnosti tamějšího Jugoslávského informačního centra. Po změnách ve vládě, které byly důsledkem názorového rozkolu, na konci roku 1942 přestal být ministrem. Snoj se pak v Londýně pokoušel agitovat u jugoslávských politických reprezentantů proti partyzánům, resp. proti komunistům. V srpnu 1944 se Snoj vrátil do Jugoslávie, kde se na osvobozených územích Slovinska k partyzánům připojil. Na změnu jeho názorů měli patrně vliv někteří slovinští exulanti v Londýně, především Izidor Cankar a Alojzij Kuhar. V roce 1943 předpovídal Snoj rozdělení Rakouska mezi Československo a Jugoslávii.
Po válce se stal ministrem první slovinské republikové vlády. V roce 1947 byl Snoj obžalován ze špionáže. Souzen byl v rámci Nagodeho procesu. V rámci tohoto procesu Snoj popřel, že by se v říjnu 1945 pokoušel podílet na vytvoření protikomunistické opozice, jak uváděly zápisy v deníku hlavního obviněného Črtomira Nagodeho. Snoj byl odsouzen k sedmiletému trestu. Propuštěn byl již po čtyřech letech.